# Bundee Aki
Fua Leiofi Bundellu Aki (* 7. dubna 1990, Auckland) je ragbista hrající na pozici tříčtvrtky za Irsko a za irský klub Connacht. Narodil se a vyrůstal na Novém Zélandu. Rodiče mají samojský původ. V roce 2011 byl na nějakou dobu zaměstnán v bance a nehrál rugby.
Na MS 2023 se dostal do nejlepší sestavy šampionátu. Ve stejný rok byl nominován na nejlepšího ragbistu světa. Následující rok získal irské občanství. V roce 2021 a 2025 byl součástí Britských a Irských lvů.
Za irskou reprezentaci mohl začít hrát od roku 2017, protože v ten rok splnil podmínku tříletého pobytu v Irsku. S reprezentací vyhrál Six Nations v letech 2018, 2023 a 2024. V listopadu 2018 byl členem základní sestavy v zápase, kdy Irsko poprvé v historii porazilo Nový Zéland na jeho půdě.
Je vítězem Super Rugby z roku 2013 s týmem Chiefs a v roce 2016 vyhrál s irským týmem Connacht PRO12. V ten rok byl vyhlášen hráči jako nejlepší hráče té soutěže.